# PDP-1
Il PDP-1 (Programmed Data Processor-1) fu il primo computer della serie PDP di Digital Equipment ed entrò in commercio nel 1960.
Viene ricordato come il primo computer su cui sia girato un videogioco, Spacewar! di Steve Russell.

## Descrizione
Il PDP-1 utilizzava 18 bit per descrivere una parola e la sua memoria principale poteva contenere 4096 parole come standard (equivalente a 9.216 byte di otto bit, anche se il sistema effettivamente utilizzava byte di sei bit, tre per ogni parola), espandibile a 65536 parole. Il tempo di ciclo della memoria a nuclei magnetici era di 5 microsecondi corrispondendo ad una velocità di circa 200KHz, di conseguenza la maggior parte delle istruzioni aritmetiche impiegava 10 microsecondi (100.000 operazioni al secondo) poiché usavano due cicli di memoria. Il PDP-1 aveva la potenza di calcolo grosso modo equivalente a un organizzatore da tasca (pocket organizer) del 1996 e un po' meno memoria.
Il PDP-1 utilizzava 2.700 transistor e 3.000 diodi. Era costruito principalmente con blocchi di sistema DEC serie 1000, utilizzando transistor in microlega con una velocità di commutazione nominale di 5 MHz. I blocchi di sistema erano confezionati in diversi rack da 19 pollici. I rack, a loro volta, confezionati in un unico grande case mainframe, con un pannello di controllo esagonale contenente interruttori e luci montati in modo da trovarsi all'altezza del tavolo a un'estremità del mainframe. Sopra il pannello di controllo si trovava la sezione standard di input/output del sistema, un lettore e uno scrittore di schede perforate.
Il PDP-1 pesava circa 730 kg (1.600 libbre).

## Storia

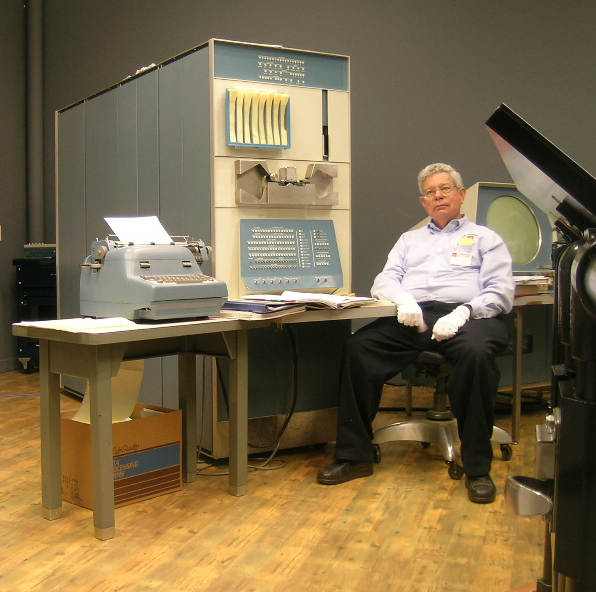
PDP-1 al Computer History Museum con Steve Russell, creatore di Spacewar!. durante la Vintage Computer Fair del 2006

Il design del PDP-1 era basato sul computer pionieristico TX-0, progettato e realizzato al MIT Lincoln Laboratory.
Benjamin Gurley era l'ingegnere responsabile del progetto.
I primi prototipi risalgono al dicembre 1959. Nel novembre del 1960 venne consegnato il primo PDP-1 a Bolt, Beranek and Newman (BBN Technologies), azienda di consulenza statunitense, ed è stato accettato formalmente il successivo aprile. Nel 1961, DEC ha donato il prototipo del PDP-1 al MIT, dove è stato collocato nella sala accanto al suo antenato, il computer TX-0.